# ملاقات با جادوگر
ملاقات با جادوگر فیلمی در ژانر کمدی به کارگردانی حمید بهرامیان، نویسندگی امیرمهدی ژوله و تهیه‌کنندگی حمید اعتباریان محصول سال ۱۳۹۸ است.

## خلاصه داستان
سارا (هستی مهدوی‌فر) دختری است که در تعقیب کلاهبرداری بین‌المللی به نام عطا مشرقی (مانی حقیقی) به ایران سفر کرده و در این راه با آقازاده ای (امیر مهدی ژوله) آشنا می‌شود و…

## بازیگران
- مانی حقیقی
- امیرمهدی ژوله
- هستی مهدوی‌فر
- نسیم ادبی[۴]
- علیرضا خمسه
- بهرام بهرامیان[۱]
- امیر شریعت
- ستاره پروین
- سپیده مرادپور